# 南大嶼郊野公園
南大嶼郊野公園（英語：Lantau South Country Park）（劃定於1978年4月20日）是香港的一個郊野公園，佔地達5,640公頃，面積為香港最大。公園範圍為大嶼山南部，北接北大嶼郊野公園。
鳳凰山特別地區及大東山特別地區均位於南大嶼郊野公園之內。

## 歷史
2015年，大嶼山發展諮詢委員會討論南大嶼山的康樂及旅遊發展，包括建議在南大嶼郊野公園設立生態旅遊及探險區。

## 石屋
- 嶼南路南山
- 南山營地

## 相關參見
- 香港郊野公園